# Amphoe Mai Kaen
Amphoe Mai Kaen (thailändisch อำเภอ ไม้แก่น) ist der südlichste Landkreis (Amphoe – Verwaltungs-Distrikt) der Provinz Pattani. Die Provinz Pattani liegt im Südosten der Südregion von Thailand.

## Geographie
Benachbarte Landkreise und Gebiete sind (von Süden im Uhrzeigersinn): die Amphoe Mueang Narathiwat und Bacho der Provinz Narathiwat sowie Amphoe Sai Buri in der Provinz Pattani. Im Osten liegt der Golf von Thailand.

## Geschichte
Mae Kaen wurde am 15. November 1973 zunächst als Unterbezirk (King Amphoe) eingerichtet, indem die beiden Tambon Sai Thong und Mai Kaen vom Amphoe Sai Buri abgetrennt wurden.
Am 4. Juli 1994 bekam Mae Kaen den vollen Amphoe-Status.

## Verwaltung

### Provinzverwaltung
Amphoe Mai Kaen ist in vier Unterbezirke (Tambon) eingeteilt, welche weiter in 17 Dorfgemeinschaften (Muban) unterteilt sind.
| Nr. | Name           | Thai        | Dörfer | Einw. |
| --- | -------------- | ----------- | ------ | ----- |
| 1.  | Sai Thong      | ไทรทอง      | 5      | 4.606 |
| 2.  | Mai Kaen       | ไม้แก่น       | 4      | 1.896 |
| 3.  | Talo Kraithong | ตะโละไกรทอง | 4      | 2.459 |
| 4.  | Don Sai        | ดอนทราย     | 4      | 3.018 |

### Lokalverwaltung
Jeder der drei Tambon wird von einer  „Tambon-Verwaltungsorganisation“ (TAO, องค์การบริหารส่วนตำบล) verwaltet.